# Удугучинское (сельское поселение)
Удугучинское — упразднённое муниципальное образование со статусом сельского поселения в составе Увинского района Удмуртии.
Административный центр — село Удугучин.
Образовано в 2005 году в результате реформы местного самоуправления.
Законом Удмуртской Республики от 17.05.2021 № 48-РЗ к 30 мая 2021 года упразднено в связи с преобразованием муниципального района в муниципальный округ.

## Географические данные
Находится на востоке района, граничит:
- на юге с Новомултанским, Мушковайским и Чеканским сельскими поселениями
- на севере и западе с Селтинским районом
- на востоке с Якшур-Бодьинским районом

По границам поселения протекает река Ува.

## Население
| 2010  | 2012  | 2013  | 2014  | 2015  | 2016  | 2017  |
| ----- | ----- | ----- | ----- | ----- | ----- | ----- |
| 1325  | ↘1295 | ↘1263 | ↘1230 | ↘1198 | ↘1151 | ↘1130 |
| 2018  | 2019  | 2020  |       |       |       |       |
| ↘1126 | ↘1100 | ↘1049 |       |       |       |       |

## Населенные пункты
| Название    | Тип населённого пункта       | Население 2007 год | Почтовый индекс | ОКАТО       |
| ----------- | ---------------------------- | ------------------ | --------------- | ----------- |
| Удугучин    | Село, административный центр | 1055               | 427253          | 94244870001 |
| Кунгур      | Деревня                      | 69                 | 427253          | 94244870008 |
| Малые Сюрзи | Деревня                      | 179                | 427253          | 94244870002 |
| Пали        | Деревня                      | 21                 | 427253          | 94244870003 |
| Пислег      | Деревня                      | 75                 | 427253          | 94244870004 |
| Сырдяны     | Деревня                      | 55                 | 427253          | 94244870005 |
| Туймат      | Деревня                      | 16                 | 427253          | 94244870006 |

## Экономика
- СПК «Свобода».
- ООО «Исток».

## Объекты социальной сферы
- МОУ «Удугучинская средняя общеобразовательная школа»
- МДОУ «Удугучинский детский сад»
- МДОУ «Сюрзинский детский сад»
- библиотека
- участковая больница
- 3 фельдшерско-акушерских пункта
- 3 клуба